# Scaphoidula webbi
Scaphoidula webbi är en insektsart som beskrevs av Keti Maria Rocha Zanol 1997. Scaphoidula webbi ingår i släktet Scaphoidula och familjen dvärgstritar. Inga underarter finns listade i Catalogue of Life.